# Cyligramma limacina
Cyligramma limacina es una especie de polilla del género Cyligramma, familia Noctuidae, orden Lepidoptera. Fue descrita por Félix Édouard Guérin-Méneville en 1832.

## Distribución
Se distribuye por África: Angola, Botsuana, Camerún, Comoras, República Democrática del Congo, Egipto, Guinea Ecuatorial, Etiopía, Gambia, Ghana, Guinea, Kenia, Reunión, Madagascar, Malaui, Mali, Mauricio, Mozambique, Nigeria, Ruanda, Senegal, Sierra Leona, Sudáfrica, Sudán, Tanzania, Uganda, Zambia y Zimbabue.